# Wierzbowscy herbu Jastrzębiec
Wierzbowscy herbu Jastrzębiec – polski ród szlachecko-magnacki, właściciele znacznych dóbr w ziemi łęczyckiej, ziemi sieradzkiej i na Mazowszu oraz mniejszych, pojedynczych wsi na Podolu i Litwie. Nazwisko rodowe wywodzi się od Wierzbowej – jednego z gniazd rodziny, choć często jej przedstawiciele pisali się w źródłach jako Wierzbowscy z Wielkiego Chrząstowa – innej osady w ziemi łęczyckiej – w następstwie posiadania jej części.
W XVII w. Wierzbowscy należeli do wpływowych rodów i brali aktywny udział na scenie politycznej Rzeczypospolitej szlacheckiej w okresie rządów dynastii Wazów. W czasach nowożytnych, głównie w XVII i pierwszej połowie XVIII w. przedstawiciele rodziny Wierzbowskich sprawowali wysokie urzędy świeckie jak i funkcje kościelne.
Ciała większości członków rodziny Wierzbowskich spoczywają w kościele pw. Wniebowzięcia Najświętszej Marii Panny i św. Jakuba Apostoła w Szadku, źródła pisane wspominają również o pojedynczych pochówkach Wierzbowskich w Kolegiacie Nawiedzenia Najświętszej Marii Panny i św. Michała Archanioła w Łasku, kościele pw. św. Mateusza Ewangelisty w Dalikowie, oraz w kościele pw. św. Jakuba Apostoła w Leźnicy Wielkiej. Stefan Wierzbowski, Biskup, fundator miasta Góra Kalwaria spoczywa w sarkofagu w krypcie kościoła Podwyższenia Krzyża Świętego w Górze Kalwarii tzw. kościoła "Na Górce".

## Historia rodu

### Wzrost znaczenia rodu
Wierna służba u boku królów: Stefana Batorego i Zygmunta III Wazy  stała się przyczyną wzrostu znaczenia rodu Wierzbowskich. W 1621 r. w zamian za zasługi i udział w wojnach: inflanckiej, wołoskiej i moskiewskiej król Zygmunt III mianował starostą szadkowskim Mikołaja z Wielkiego Chrząstowa Wierzbowskiego. W ten sposób na prawie 100 lat królewszczyzna szadkowska dostała się w zarządzanie tego rodu, bowiem po śmierci Mikołaja w 1639 r. starostami zostawali najbliżsi krewni i potomkowie. Starostwo szadkowskie pozwoliło rodzinie znacznie poszerzyć majątek.
Niemały wpływ miały również udane małżeństwa. Żoną wspominanego wyżej Mikołaja była Urszula Grudzińska z Poddębic, córka kasztelana nakielskiego Stefana Grudzińskiego. Na znaczne pomnożenie majątku miało też wpływ zamążpójście córki Mikołaja i Urszuli – Anny za wojewodzica sieradzkiego Jana Łaskiego herbu Łodzia. Bo bezpotomnej śmierci Jana cały majątek rodu Łaskich złożony z szeregu dóbr wraz z miastem Łask stał się własnością rodu Wierzbowskich.

## Wybitni przedstawiciele
Do najwybitniejszych przedstawicieli rodu Wierzbowskich herbu Jastrzębiec należą:
- Stefan Wierzbowski (zm. 1687) – biskup warmiński, biskup poznański, arcybiskup nominat gnieźnieński, referendarz koronny, opat paradyski, fundator Góry Kalwarii pod Warszawą.
- Hieronim Wierzbowski (1648–1712) – biskup sufragan i administrator diecezji poznańskiej, tytularny biskup Fessee, kustosz warszawski, wikariusz generalny poznański, prepozyt poznański, oficjał poznański,
- Stanisław Bonifacy Wierzbowski (zm. 1728) – chorąży i starosta łęczycki, starosta barwałdzki, kanonik gnieźnieński, dziekan pułtuski, infułat łaski. Autor pamiętnika: Konnotata wypadków w kraju i w domu zaszłych od 1634 do 1689 r.

## Inni przedstawiciele rodu

### linia gostkowsko-łaska
- Mikołaj Wierzbowski z Wielkiego Chrząstowa (zm. 1639) – starosta szadecki i kasztelan inowłodzki.
- Wojciech Krzysztof Wierzbowski z Wielkiego Chrząstowa (zm. 1646/1647) – kasztelan inowłodzki.
- Zygmunt Wierzbowski z Wielkiego Chrząstowa (zm. 1653) – pokojowiec królewski, chorąży wielki łęczycki, starosta szadkowski.
- Władysław z Wielkiego Chrząstowa Wierzbowski (zm. 1655) – dworzanin królewski, wojewoda brzeskokujawski, kasztelan inowłodzki, starosta: szadkowski, bobrownicki i dybowski.
- Hieronim Wierzbowski z Wielkiego Chrząstowa (zm. 1655) – chorąży wielki łęczycki, kasztelan sieradzki, wojewoda brzeski, wojewoda sieradzki, wielkorządca krakowski, starosta: barwałdzki, oświęcimski, radomski, stopnicki.
- Ludwik Wierzbowski z Wielkiego Chrząstowa (zm. 1661) – kasztelan łęczycki.

### linia dalikowsko-wierzbowska
- Szymon Wierzbowski z Dalikowa i z Wierzbowej (zm. po 1576) – pisarz grodzki łęczycki.
- Łukasz Wierzbowski z Dalikowa i z Wierzbowej (zm. ok. 1670) – chorąży wielki łęczycki, starosta szadkowski.
- Stanisław Michał Wierzbowski z Dalikowa (zm. 1685) – podstoli łęczycki.

### linia czopowska
- Władysław Wierzbowski z Czopowa – stolnik dobrzyński.